# Codariocalyx
Codariocalyx es un género de plantas con flores  perteneciente a la familia Fabaceae. Comprende 7 especies descritas y de estas, solo 2 aceptadas.

## Taxonomía
El género fue descrito por Justus Carl Hasskarl y publicado en Flora 25(2): 48. 1842. La especie tipo es: Codariocalyx conicus Hassk.   

## Especies aceptadas
A continuación se brinda un listado de las especies del género Codariocalyx aceptadas hasta julio de 2014, ordenadas alfabéticamente. Para cada una se indica el nombre binomial seguido del autor, abreviado según las convenciones y usos.	
- Codariocalyx gyroides (Link) Hassk.
- Codariocalyx motorius (Houtt.) H.Ohashi